# Mikroagresszió
A mikroagresszió olyan kijelentés, vagy szóhasználat, esetleg cselekedet, mely bár nem ártó szándékú (sokszor észre sem vett), de előítéletet tartalmaz, ezáltal agressziónak, sértésnek minősül. Ilyen lehet például, ha megkérdezzük egy ázsiai amerikaitól, hogy hol született, ugyanis ezzel azt feltételezzük, hogy nem amerikai.

## Eredete és mai használata
A mikroagresszió kifejezést Chester Pierce, pszichiáter és harvardi egyetemi oktató alkotta meg. Az 1970-es években kezdték használni a kifejezést finom, gyakran nem tudatos rasszista megnyilvánulásokra, ugyanakkor ez ma már kiterjedt tulajdonképpen bármire, amit diszkriminációként lehet megélni. Ezt Derald Wing Sue pszichológus bővítette ki 2012-ben, mely szerint nem csupán a bőrszín miatt megkülönböztetés számít mikroagressziónak, hanem bármely rövid, mindennapos kommentár, amely valamely kisebbségi csoporthoz tartozás alapján tesz megkülönböztetést. Sőt, az is mikroagressziónak számít, ha valaki a mikroagresszióról viccelődik, mint ezt egy Omar Mahmood nevű diák tette egy újságcikkben. A diákot később nemcsak hogy kirúgták a szerkesztőségből, de egy csapat diáktársa megdobálta az ajtaját tojással, és olyan cetlikre írt üzeneteket hagytak neki, mint például: "Mindenki utál, te agresszív barom". Egy New York-i iskolában pedig már az is felmerült, hogy létrehozzanak egy névtelen mikroagresszió-bejelentő rendszert.

## Túlérzékenység vagy valós fenyegetettség?
Nagy viták folynak arról, hogy vajon a mikroagresszió egy valóban létező és ártó jelenség, vagy csupán az új generáció felesleges és túlzott érzékenységéről van szó. Az utóbbi táborba tartozók szerint a mikroagresszió túlzás, hiszen ilyenkor az azt elszenvedők nem a tartalom és a jelentés alapján ítélik meg valaki mondandóját vagy viselkedését, hanem érzelmi hatásuk alapján, ami sokszor szubjektív és minden embernél más; vagyis elmondható, hogy az objektív jelentést háttérbe szorítják saját értelmezésükkel szemben. Sértésnek veszik tehát az egyáltalán nem rossz szándékkal vezérelt kijelentést, és objektív támadásnak vélik. 
A másik oldal viszont azt állítja, hogy a mikroagresszió igenis veszélyes, hiszen összeadódnak az apró elemek, és később ezekből alakul ki az agresszív beszéd és cselekedet, a frusztráció és a gyűlölet; valamint az egyén saját világára helyezik a hangsúlyt: amit az egyén sértésnek él meg, az valóban az is, így negatív érzelmeket vált ki, függetlenül a közlő szándékától. Ezek a negatív érzelmek gyűlnek, és egyre nagyobb formát ölthetnek, ami végül nyílt agresszióba csaphat át mindkét oldalon. Fontos elem a hatalmi pozíció hangsúlyozása, az egyenlőtlenség jelzése és fenntartása az elkövető oldaláról. Erre hozzák példának az orvosi rendelőben való várakozást: az orvos azzal tartja fenn tekintélyét, hogy a pácienseket megvárakoztatja (így mutatva, hogy nincs beleszólásuk a dolgok alakulásába).

## Mikroagresszió skálák
Mivel a mikroagressziók több marginalizált csoportot is érinthetnek és ezeket különböző módon, a szociálpszichológusok több skálát dolgoztak a jelenség mérésére kutatásaik során. 
A rasszista mikroagressziók mérésére szolgál például a The Racial and Ethnic Microaggressions Scale (REMS), illetve a The Racial Microaggressions Scale (RMAS). Minthogy vannak olyan csoportok, melyeket egyszerre többféle irányból is érhet mikroagresszió, például fekete melegek, az ezen csoportokat érő mikroagressziók feltárására is létezik kérdőív (LGBT People of Color Microaggressions Scale). 
Azonban nem csupán rassz és szexuális irányultság alapján érinthet mikroagresszió bizonyos embereket, hanem akár mentális betegsége miatt is. Ezen jelenség mérésére dolgozták ki Gonzales és munkatársai a The Mental Illness Microaggressions Scale-t.